# Haemulon carbonarium
Haemulon carbonarium és una espècie de peix de la família dels hemúlids i de l'ordre dels perciformes.

## Morfologia
Els mascles poden assolir els 36 cm de longitud total.

## Distribució geogràfica
Es troba des del sud de Florida, les Bahames i Yucatán (Mèxic) fins al Brasil, incloent-hi el Golf de Mèxic i el Carib.